# Beire-le-Fort
Beire-le-Fort település Franciaországban, Côte-d’Or megyében. Lakosainak száma 343 fő (2022. január 1.). Beire-le-Fort Longchamp, Genlis, Labergement-Foigney, Longeault-Pluvault és Collonges-et-Premières községekkel határos.

## Népesség
A település népességének változása:
| Lakosok száma | 163  | 172  | 164  | 283  | 326  | 340  | 346  | 352  | 352  | 343  |
|               | 1968 | 1982 | 1990 | 2006 | 2013 | 2015 | 2017 | 2019 | 2020 | 2022 |